# Springfield Model 1903
Springfield M1903, uradno imenovana United States Rifle, Caliber .30, Model 1903, je ameriška repetirna puška, ki je bila v bojni uporabi v prvi polovici 20. stoletja.

## Zgodovina
Po Špansko-ameriški vojni leta 1898, v kateri so Američani uporabljali zastarele puške Krag-Jørgensen v kalibru .30-40 ter še bolj zastarele enostrelne puške Springfield M1870 v kalibru .45-70, so vojaške oblasti v ZDA ugotovile, da je sistem polnjenja orožja, pri katerem vojak vstavlja naboje v shrambo enega za drugim, povsem neuporaben v sodobnem bojevanju. Španci, ki so uporabljali Nemške puške Mauser M1893, ki so imele možnost polnjenja s petimi strelnimi »klipi« in so uporabljale močnejši naboj, so bili z novo puško izjemno zadovoljni. Prav tako je »mauzerka« delovala veliko zanesljivejše.
Rezultati in izkušnje iz te vojne so prisilili Američane, da so začeli razmišljati o preformiranju svoje vojske, ki je še vedno uporabljala taktiko in oborožitev iz indijanskih vojn. Pri vpeljavi novega orožja so se zgledovali po do takrat najbolj napredni tehniki obratnočepnega mehanizma, ki ga je na začetku 20. stoletja razvil Mauser. Nova puška naj bi zamenjala zastarele puške Krag, pa tudi puške Lee M1895 ter M1885 Remington-Lee, ki so jih uporabljali ameriška vojna mornarica in Korpus mornariške pehote.
Nova puška, ki jo je začel razvijati Springfield Armory, je dobila uradni naziv United States Rifle, Caliber .30, Model 1903, v resnici pa je bila to dosledna kopija nemške puške Mauser 98, le da je imela skrajšano cev in drugačen, posodobljen namerilni sistem. Mauser je takoj protestiral zaradi kraje patenta, zaradi česar je moralo podjetje Springfield Armory plačati uporabo patenta v višini 200.000 ameriških dolarjev, kar je bil za tiste čase ogromen znesek.

### Prva svetovna vojna
Pred vstopom ZDA v prvo svetovno vojno v skladiščih še ni bilo dovolj novih pušk M1903, zaradi česar so začeli v Springfield Armory  masovno izdelovati samo to puško, del proizvodnje pa je prevzelo tudi podjetje Rock Island Armory. Kljub temu je bilo do konca vojne skupaj izdelanih samo 843.239 pušk. Tik pred koncem vojne je na fronto prišla tudi večja količina pušk pod oznako Model 1903 Mark I, ki so bile predelane z uporabo Pedersenove naprave, ki je v bistvu zamenljivi set, ki je originalno repetirko pretvoril v polavtomatsko puško, ki je uporabljala francoski pištolski naboj kalibra 7,65 mm in je imela zamenljivi 40 strelni okvir.

## Opis
Puška je v osnovi kopija nemške puške Mauser 98. V osnovni izvedenki je imela puška angleški tip kopita z neizrazitim ročajem, katerega so zamenjali šele pri izpeljanki A1. Puška je robustna in enostavna. Od mauserjeve puške se loči predvsem po spremenjenih odprtih merkih, ki imajo na prednjem koncu izjemno tanko mušico, kar predstavlja velike težave pri merjenju. Za polnjenje so se uporabljale sani (t. i. »klipi«), na katere je bilo nanizanih pet nabojev, ki jih je strelec z vrha potisnil v shrambo za naboje pod zaklepom. Ta je bil obratnočepnega tipa in je deloval brezhibno ter se ni zatikal niti pri najbolj neugodnih pogojih uporabe.

## Izpeljanke
Izdelovali so štiri glavne izpeljanke puške M1903, obstajalo pa je še veliko različnih podizpeljank:
- M1903 (1903)— puška izdelana za naboj .30-03 (znan tudi pod imenom .30-45). Puška je imela originalno leseno ogrodje Type S.
  - M1903 (1905)— zamenjan bajonet (iz bodeža v nož Model 1905) ter zamenjani in izboljšani merki.
  - M1903 (1906)—  puška predelana za nov naboj M1906 .30-06 (»Ball Cartridge, caliber 30, Model of 1906«).
  - M1903 Mark I (~1918)— predelana za uporabo Pedersenove naprave.
- M1903A1 (1930-1939)— zamenjano leseno ogrodje puške, uporaba pištolskega ročaja (Type C stock).

M1903A1 je tik pred drugo svetovno vojno po pogodbi izdelovalo tudi podjetje Remington Arms. Leta 1941 je Remington izdelal okoli 350.000 teh pušk.   
- M1903A2 (1930s–40s)— skrajšana in predelana puška A1 ali A3, za uporabo v artilerijskih enotah.
- M1903A3 (1942)— puška, pri kateri so nekatere jeklene dele zamenjali deli iz stisnjene pločevine. Spremenjena je bila tudi oblika lesenega ogrodja (pozni model Type S; brez utorov za prste). To različico so izdelovali v Remington Arms in podjetju Smith-Corona, ki je sicer izdelovalo pisalne stroje.
- M1903A4 (1942)— M1903A3 predelana v ostrostrelsko puško. Nanjo je bil nameščen strelski daljnogled M73 ali M73B1 s povečavo 2,2X. Zamenjano tudi ogrodje puške. Puško so izdelovali v Remington Arms-u.
- M1903 Bushmaster carbine (1940s)— cev in ogrodje skrajšana za 46 cm zaradi lažje uporabe v Panami. Izdelanih je bilo 4.725 takih pušk, ki pa so bile uporabljene samo za urjenje vojakov. Po vojni so jih umaknili iz uporabe in jih večino odvrgli v morje. Ohranili so se le redki primerki, ki so danes izjemno redki in dragoceni.